# شوگ نایت
ماریون هوگ «شوگ» نایت جونیور  (انگلیسی: Marion Hugh "Suge" Knight Jr.؛ زادهٔ ۱۹ آوریل ۱۹۶۵) ملقب به شوگ نایت (به انگلیسی: Suge Knight) تهیه‌کننده موسیقی، بازیکن فوتبال آمریکایی، آهنگساز، و خواننده رپ اهل ایالات متحده آمریکا است. وی مؤسس دث رو رکوردز است. شوگ نایت بین سال‌های ۱۹۸۷ تا ۲۰۱۵ میلادی فعالیت می‌کرد.
وی تا قبل از شروع حرفه موسیقی، به انجام بازی در فوتبال می‌پرداخت باشگاه‌هایی که در آن بازی کرده‌است می‌توان به لس آنجلس رمز اشاره کرد.